# Vestre Ringvej (Fredericia)
 For alternative betydninger, se Vestre Ringvej. (Se også artikler, som begynder med Vestre Ringvej)
Vestre Ringvej er en vej i Fredericia. Den er anlagt i flere etaper gennem 1970'erne og fungerer som ringvej om det vestlige Fredericia. Vejen er 4,7 km lang og er en del af primærrute 28.
Vejen tager sin begyndelse i syd i krydset med Strandvejen. Herfra går den mod nord som 4-sporet hovedvej i en viadukt under jernbanen til Kolding og passerer Prangervej. Herefter bliver vejen 2-sporet, men med en bred rabat der giver plads til udvidelse. Vejen krydses af Vejlevej inden den fortsætter ud forbi Fredericia Idrætscenter og Fredericia Messecenter. På en bro krydses jernbanen til Vejle og vejen bliver herefter atter 4-sporet det sidste stykke frem mod en rundkørsel. Her passeres også Fredericia Bryggeri og vejen går syd om Shell Raffinaderiet.
|  | Denne artikel om en bygning eller et bygningsværk kan blive bedre, hvis der indsættes et (bedre) billede. Du kan hjælpe ved at afsøge Wikimedia Commons for et passende billede eller lægge et op på Wikimedia Commons med en af de tilladte licenser og indsætte det i artiklen. |

55°34′29.28″N 9°43′31.09″Ø / 55.5748000°N 9.7253028°Ø